# The Pajama Game
The Pajama Game és una pel·lícula musical estatunidenca del 1957 basada en l'obra musical del mateix nom. El repartiment principal del musical de Broadway repeteix els seus papers per la pel·lícula, a excepció de Janis Paige, el paper de la qual és interpretat per Doris Day, i Stanley Prager, interpretat per Jack Straw.

## Argument
Bebe Williams (Doris Day), que treballa en una fàbrica de pijames, és enviada pels seus companys a negociar un increment salarial. Amb el que no comptava era enamorar-se de l'atractiu gerent Sid Sorokin (John Raitt), la qual cosa complicarà la negociació. Musical basat en un gran èxit de Broadway, amb coreografies de Bob Fosse.

## Repartiment
- Doris Day: Jan Morrow
- John Raitt: Jonathan Forbes
- Carol Haney: Alma
- Eddie Foy Jr.: Tony Walters
- Reta Shaw: Marie
- Barbara Nichols: Harry
- Thelma Pelish: Pierot
- Ralph Dunn: Mr Conrad
- Jack Straw: Sra. Walters

## Producció
Com ho torna a explicar Janis Paige el 2016, l'estudi desitjava utilitzar el màxim de membres del repartiment de Broadway com fos possible. Però un dels protagonistes havia de ser una estrella del cinema. Diu que el protagonista masculí, interpretat per Raitt, al principi va ser ofert a Frank Sinatra. Va haver d'acceptar el paper, diu Paige, ella volia la part que va ser donada a Doris Day.
En aquesta pel·lícula, el calendari darrere l'escriptori de Sid Sorokin, mentre canta "Hey There" mostra juliol de 1954.

## Cançons
1. "The Pajama Game" – Junts
2. "Racing With the Clock" – Junts
3. "I'm Not At All In Love" – Babe i junts
4. "I'll Never Be Jealous Again" – Hines and Mabel
5. "Hey There" – Sid
6. "Once-A-Year-Day" – Babe, Sid, i junts
7. "Small Talk" – Babe and Sid
8. "There Once Was a Man" – Babe and Sid
9. "Racing With the Clock" (reprise) – Junts
10. "Steam Heat" – Gladys
11. "Hey There" (reprise) – Babe
12. "Hernando's Hideaway" – Gladys i junts
13. "7½ Cents" – Babe, Prez, i junts

## Rebuda
La pel·lícula té un índex del 91% a Rotten Tomatoes.
Quan es va estrenar, va rebre una ressenya favorable de Bosley Crowther de The New York Times. Va comparar la pel·lícula favorablement respecte a la versió teatral de Broadway, i va dir la pel·lícula és "tan bona com si fos al teatre, cosa prou bona per milers de clients feliços durant un període d'un parell d'anys. És fresc, graciós, viu i tuneful. De fet, en alguns aspectes—com quan tots ells van al pícnic de la fàbrica—és encara més viu que en el teatre."
La pel·lícula és reconeguda per l'American Film Institute en aquestes llistes:
- 2004: AFI's 100 Years...100 Songs:
  - "Hey There" – Nominada[5]
- 2006: AFI's Greatest Movie Musicals – Nominada[6]